# Erik Gustaf Boström
Pour les articles homonymes, voir Boström.
Erik Gustaf Bernard Boström est un homme d'État suédois né le 11 février 1842 à Stockholm et mort le 21 février 1907 dans cette même ville. Il est ministre d'État à deux reprises, de 1891 à 1900, puis de 1902 à 1905.
La politique gouvernementale de Boström se caractérise par une approche pragmatique. Bien qu'en tant que premier Premier ministre, il n'ait pas de diplôme universitaire ni d'expérience des hautes fonctions gouvernementales, Boström a été largement reconnu comme une figure nationale unificatrice. Il devint également très populaire auprès du roi Oscar II, et un oncle d'Erik Gustaf Boström, le professeur Christopher Jacob Boström, avait été un informateur d'Oscar II. La chute de Boström fut la question de l'Union, où il adopta une position intransigeante à l'égard des Norvégiens. 

## Biographie

### Premières années
Erik Gustaf Boström est né à Stockholm, fils d'Eric Samuel Boström, shérif portant le titre de lagman, et de son épouse, la noble Elisabet Gustava Fredenheim, petite-fille de Carl Fredrik et Christina Fredenheim et petit-fils de l'archevêque Carl Fredrik Mennander. La famille Boström était une branche de la famille sacerdotale Laestadius de Norrland, dont le grand-père Christopher Laestander était bourgeois et charpentier de navire dans la ville de Piteå et avait adopté le nom de Boström. Il est également issu, du côté maternel, de la riche famille de marchands Hebbe.

### Éducation et formation
Il a pour informateur Kristian Claëson, qui est un fervent partisan de l'oncle d'Erik Gustaf Boström, le professeur Christopher Jacob Boström. En 1854, il entre à l'école cathédrale d'Uppsala, l'année même de la mort de son père. Il convient de noter que cinq des consuls de son premier règne ont fréquenté la même école : Axel Rappe, Edvard von Krusenstjerna, Ludvig Annerstedt, Gustaf Gilljam et Lars Åkerhielm. En 1861, il s'inscrit à l'université d'Uppsala où il étudie jusqu'en 1863, date à laquelle sa mère meurt et où le jeune étudiant reprend le domaine de sa mère, Östanå. Il en profite pour se soustraire au service militaire, une opportunité qui disparaît en 1872. 